# جوجل باندا

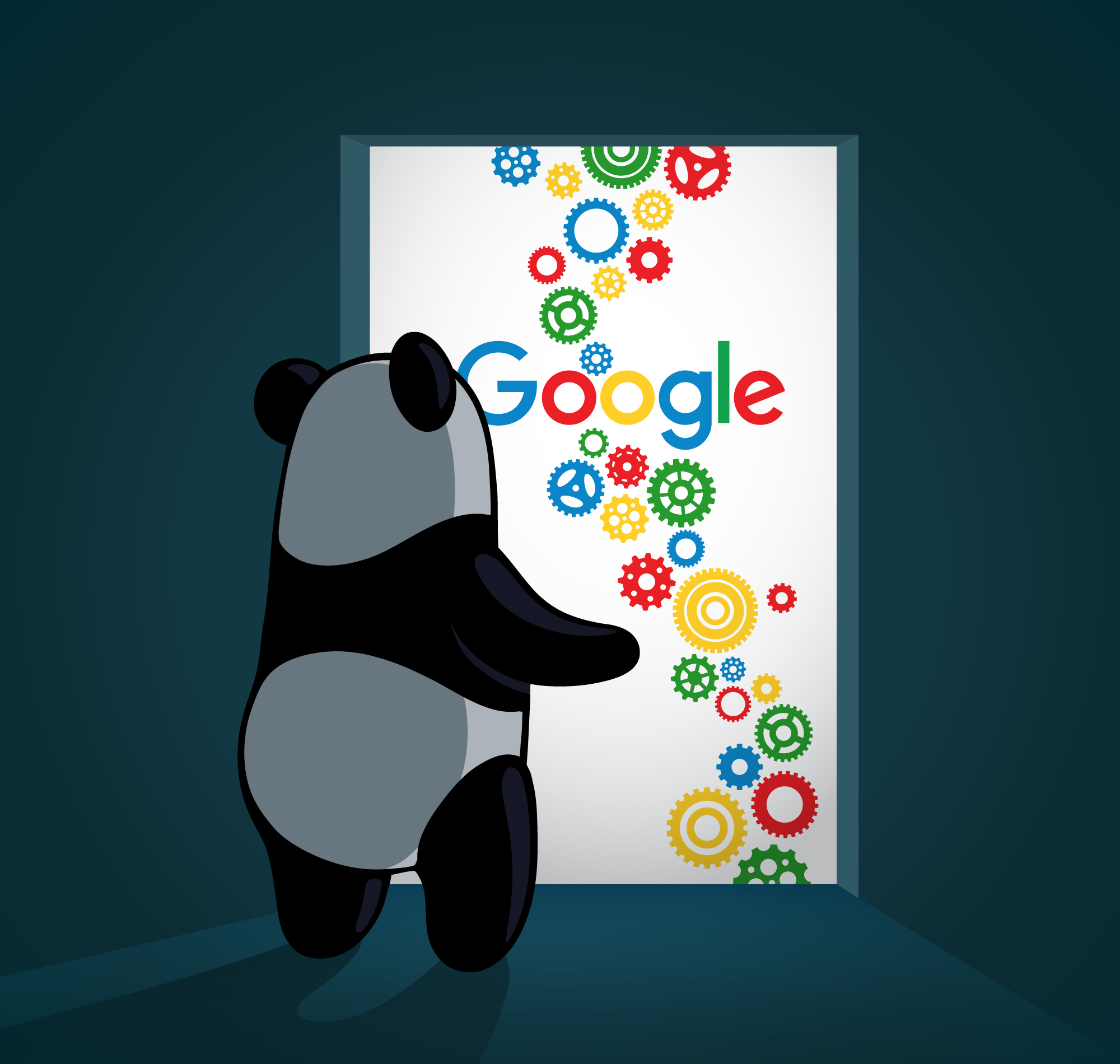

جوجل باندا (بالإنجليزية: Google Panda)‏ هو تعديل على خوارزمية ترتيب نتائج البحث في جوجل واصدرت أول مرة في فبراير 2011. وتهدف إلى تخفيض ترتيب المواقع ذات المحتوى الضعيف أو مواقع سارقة المحتوى، وإعادة المواقع ذات المحتوى العالي الجودة إلى أعلى نتائج البحث.

## عوامل ترتيب البحث
- عمر الدومين: عمر الدومين يبدأ من تاريخ حجزه الأول وهو أحد العوامل التي يوجد لها تأثير علي ترتيب الموقع الالكتروني في محركات البحث ويزيد من ثقة جوجل في موقعك الإلكتروني طبعاً نوع الموقع والغرض منه هو الذي يحدد قدرتك علي استخدام هذا العامل فالمواقع الالكترونية للشركات تختلف عن مواقع الناشرين أو المواقع التي تستهدف نيش أو سوق محدد
- محتوي حصري: أهم عامل سيو في كل ما سبق وكل القادم هو المحتوي، يجب ان يكون المحتوي بالكامل حصري ومنظم وجذاب للزوار لأن المحتوي يرتبط بعدة امور تساعد في تحسين الترتيب في محركات البحث مثل مدة بقاء الزائر وتفاعله مع المحتوي والمشاركة علي السوشيال ميديا
- سرعة تحميل الصفحة: من أهم العوامل والتي يتوقف عليها العمل بأكمله إذا كانت الصفحة بطيئه في التحميل إذا لن يستطيع الزائر الوصول للمحتوي الذي تقدمه داخل الصفحة حتي إذا قمت بعمل SEO داخلي وخارجي للموقع الإلكتروني بالتالي لن تستطيع تحقيق الهدف الذي تريد ان تحققه من الزائر وأيضاً سرعة خروج الزائر من الصفحة لبطئ تحميل الصفحة يزيد من معدل الارتداد الذي تحدثنا عنه في العامل السابق وبالتالي يتم هبوط أو تأخر ترتيبك في محركات البحث[2]
- معدل الارتداد: حاول دائماً ان يكون معدل الأرتداد في مستوي هبوط، معدل الارتداد يعكس مدة بقاء الزائر في الموقع الإلكتروني ومؤكد ان زيادة مدة بقاء الزائر يعني ان المحتوي مفيد وغني بالمعلومات مما يؤدي الي زيادة ثقة جوجل ورفع ترتيب الموقع وطبعاً في حالة زيادة معدل الارتداد يحدث العكس لأن عدم بقاء الزائر في الموقع أو الصفحة يدل علي ضعف المحتوى وعدم إضافة قيمة أو معلومه مفيده للزائر

## العوامل التي يمسها تحديث جوجل باندا
1- المحتوى: أصلي + فريد + الجودة
ربما هذه أهم نقطة كنا كعرب ننتظر ونتمنى أن تتم معالجتها من طرف جوجل، فنحن نعاني أيمّا معاناة من ظاهرة النسخ واللصق (المحتوى المسروق) التي أنتجت لنا محتوى ضعيف الجودة في النتائج الأولى. فكثيرة هي المواقع التي لا تستحق الظهور في نتائج البحث، لكونها للأسف تقوم بالاعتماد على نسخ مواضيع مواقع أخرى مما يؤدي لتراجع الموقع المُبدع وعدم استفادة الموقع الناقل.
2- شراء روابط
لا تفكر في ذلك حتى ! فأفضل طريقة لتبادل الروابط مثلا هي وضع موضوع تعريفي، أو تضمين رابط الموقع المستفيد في أي موضوع مشابه لمحتواه من مواضيع الموقع الآخر، وهذا طبعا ليس بالأمر الجديد لكن العقوبة أصبحت أقسى، حيث تمت معاقبة مواقع عملاقة.
3- الكلمات المفتاحية KeyWords في النطاق (دومين)
كان يُنصح باستعمال كلمات مفتاحية Keywords في الدومين، لكن بعد اليوم هذا لن يفيد في تحسين علاقة الموقع بمحركات البحث أو ترتيبه. لا داعي بعد الآن لحجز دومينات طويلة مزدحمة بكلمات مفتاحية. فربما سيصبح مصدر الدومين هو الأهم!
4- وحدة الموقع:
لن يعالج جوجل كل صفحة على حدى بعد الآن، بل سيشكل نظرة عامة عن الموقع يمنح وفقها الموقع المكان الذي يناسبه بين باقي المواقع المنافسة !
أي أن الموقع الذي يضم محتوى ضعيف، مثلا في أحسـن الأحول، أقول أحسن الأحوال، صفحات فيها محتوى قليل جدا أو فيها سؤال بدون جواب في موقع اجتماعي مثل منتدى أو.. سيتعرض كله للعقوبة وليست الصفحات المخالفة فقط !!
5- الإعلانات بشكل سيء
وجود الإعلانات في الموقع بشكل كثيف أو يمنع التصفح بشكل سليم أو رؤية المحتوى مثل إعلان المربع الكبير العائم الذي يمنع رؤية المحتوى، فهذا يعتبر مخالفا الروابط لاتظهر في الإرشيف.
6- رفع العقوبة اليدوية أصبح أسرع (الخروج من الساند بوكس sandbox)
في جوجل توجد عقوبات تلقائية يتعرض لها الموقع المخالف عن طريق لوجاريتم جوجل، وعقوبات أخرى تقع يدويا بواسطة موظفي جوجل. وهذه الأخيرة ستصبح سريعة الإلغاء بعد طلب إعادة النظر.
7- عناكب محرك البحث جوجل والمواقع ضعيفة الجودة
جوجل لن ينفق مجهودات أكثر على مواقع لا تستحق بعد اليوم! فعمليات الزحف crawl ستقتصر على المواقع التي يعتبرها جوجل ذات محتوى جيد أما غير المفيدة فستصبح عمليات الزحف وزيارات العناكب لها أقل من المعتاد.
عليك مراجعة تردد وكثافة الزحف (عدد الصفحات المؤرشفة يوميا) في أدوات مشرفي المواقع (جوجل) لمعرفة موقف جوجل من موقعك.

## اخر تحديثات جوجل باندا
- 15 أبريل 2016 جوجل قامت بتصفير البيج رانك لكل المواقع ولم تعد أي اداة قادرة على حسابه علما بانه توقف تحديث في عام 2013 ولم يعد له اهمية تذكر من وقتها
- 20 أبريل 2016 بعد متابعه مستمرة لأكثر من كلمة وموقع حدوث تغيرات كبيرة في ترتيب مواقع كثيرة، ولم تعلن جوجل عن أي تحديث
- 27 أبريل 2016 تحديث جديد لجوجل ادسنس مختص بالموبيلات الذكية smartphone إظهار وحدات إعلانية أكثر في الصفحة، تظهر حسب تجربة الزائر في الصفحة، بمعنى تاني مش هيظهر لكل الزوار، ولا يتم احتسابه من الوحدات الاعلانية المسوح بها في الصفحة لإظهار الاعلانات على موقعك ويجب ان يكون موقعك متوافق مع الموبيلات
- 23 أغسطس 2016 اعلنت جوجل على مدونتها الرسمية ان المواقع التي تستخدم الفتحات الاجبارية popup أو التي تعيق الزائر ومحرك البحث سوف يتم معاقبتها ابتداء من 10 يناير 2017
- 4 سبتمبر 2016 جوجل تزيل كلمة mobile-friendly من الظهور في البحث عند استخدام الموبيل بسبب توافق أكثر من 85% من المواقع مع الموبيل

## تحديث قوقل باندا 4.2
يشمل تحديث جوجل باندا الجديد 4.2, الصفحات المخالفة في الموقع فقط، أي انه لن يقوم بمعاقبة كامل الموقع من اجل عدة صفحات مخالفة لباندا، وهذا أهم اسباب جعل تحديث باندا 4.2 بطيء.
وقالت جوجل ان تحديث باندا لن يكون site-wide أي شامل للموقع، فمن الممكن ان لا تتأثر جميع الصفحات في نقس الوقت، وبعض الصفحات ستتأثر وينخفض ترتيبها بينما تحافظ صفحات أخرى على ترتيبها، ولن يكون التأثير شامل.
عوامل جوجل تفوق 200 عامل، وتحديث باندا يشمل عامل واحد فقط “المحتوى”، لذلك معاقبة موقع كامل من اجل عامل واحد سيكون به شيء من الظلم.